# Vinzieux
Vinzieux es una comuna francesa, situada en el departamento de Ardèche, de la región de Auvernia-Ródano-Alpes.

## Demografía
| 177 | 163 | 179 | 181 | 233 | 262 | 356 | 453 |
| Para los censos de 1962 a 1999 la población legal corresponde a la población sin duplicidades (Fuente: INSEE [Consultar]) |     |     |     |     |     |     |     |